# باتريشيا إم. بيرن
باتريشيا إم. بيرن (بالفرنسية: Patricia M. Byrne؛ بالإنجليزية: Patricia M. Byrne) هي دبلوماسية مالية وأمريكية، ولدت في 1 يونيو 1925 في كليفلاند في الولايات المتحدة، وتوفيت في 23 نوفمبر 2007 في واشنطن العاصمة في الولايات المتحدة.

## وصلات خارجية
- باتريشيا إم. بيرن على موقع إن إن دي بي (الإنجليزية)